# 何塞普·马里亚·巴托梅乌
何塞普·马里亚·巴托梅乌-弗洛雷塔（1963年2月6日—），西班牙加泰罗尼亚企业家，曾任巴塞罗那足球俱乐部主席。
巴托梅乌是ADELTE和EFS公司的合伙人兼首席执行官，在胡安·拉波尔塔担任主席期间（担任篮球部负责人）与桑德罗·罗塞尔一起担任巴塞罗那足球俱乐部的董事会成员，桑德罗·罗塞尔因与时任主席的分歧而辞职。随后，他在2010年7月至2014年1月间接替罗塞尔担任巴塞罗那队的副主席，此前他们以俱乐部成员61.35％的选票赢得选举。在2014年1月23日桑德罗·罗塞尔由于“内马尔事件”辞职后，巴托梅乌依俱乐部章程被选为巴塞罗那队第四十任主席，以完成罗塞尔的任期。
巴托梅烏擔任主席期間使球隊債台高築，常以不合理的天價薪水簽下新球員或續約老球員，巴托梅烏的無能也讓梅西罕見動怒在自己的社群媒體上公開對其抨擊批評，巴托梅乌和前主席桑德罗·罗塞尔因在前锋内马尔的签约上进行税务欺诈的案件正在被调查。他的上诉被驳回后将会接受审判。

## 主席期间俱乐部赢得奖杯

### 足球
巴塞罗那足球俱乐部 ：
- 西甲 （4）：
  - 2014-15，2015-16，2017-18，2018-19
- 西班牙國王盃 （4）：
  - 2014-15，2015-16，2016-17，2017-18
- 西班牙超级杯 （2）：
  - 2016年，2018年
- 欧洲冠军联赛 （1）：
  - 2014-15
- 欧州超级杯 （1）：
  - 2015年
- FIFA俱乐部世界杯 （1）：
  - 2015年

巴塞罗那足球俱乐部女队：
- Primera División (女子) (2):
  - 2013-14, 2014–15
- Copa de la Reina de Fútbol (2):
  - 2014, 2017

### 室内足球
巴塞罗那足球俱乐部室内足球队 ：
- Copa del Rey de Futsal (1):
  - 2013-14
- UEFA室内足球队 (1):
  - 2013-14
- Copa de España (LNFS) (1):
  - 2019

### 沙滩足球
巴塞罗那足球俱乐部沙滩足球 ：
- Mundialito de Clubes （1）：
  - 2015年

### 篮球
巴塞罗那足球俱乐部篮球队：
- 西班牙篮球甲级联赛 (1):
  - 2013-14
- Copa del Rey de Baloncesto (2):
  - 2018, 2019
- Supercopa de España de Baloncesto (1):
  - 2015

### 手球
巴塞罗那足球俱乐部手球队
- IHF Super Globe (3):
  - 2014, 2017, 2018
- 欧洲手球冠军联赛 (1):
  - 2014–15
- Liga ASOBAL (6):
  - 2013-14, 2014-15, 2015-16, 2016-17, 2017–18, 2018–19
- Copa del Rey de Balonmano (5):
  - 2014-15, 2015-16, 2016–17, 2017–18, 2018-19
- Copa ASOBAL (5):
  - 2014-15, 2015-16, 2016-17, 2017-18, 2018-19
- Supercopa ASOBAL (5):
  - 2014–15, 2015–16, 2016-17, 2017-2018, 2018-19

### 旱冰曲棍球
巴塞罗那足球俱乐部旱冰曲棍球队 ：
- OK Liga (6):
  - 2013–14, 2014–15, 2015–16, 2016–17, 2017-18, 2018-19
- Copa del Rey de Hockey Patines (4):
  - 2016, 2017, 2018, 2019
- Supercopa de España de Hockey Patines (3):
  - 2014, 2015, 2017
- CERH European League (3):
  - 2013-14, 2014-15, 2017-18
- CERH Continental Cup (2):
  - 2015, 2018
- Roller Hockey Intercontinental Cup (1):
  - 2014

### 冰球
巴塞罗那足球俱乐部冰球队 ：
- 西班牙冰球杯：（1）：
  - 2014-15